# Kazina (vattendrag i Burundi)
Kazina är ett vattendrag i Burundi.   Det ligger i provinsen Bujumbura Rural, i den centrala delen av landet, 18 kilometer öster om huvudstaden Bujumbura.
Omgivningarna runt Kazina är en mosaik av jordbruksmark och naturlig växtlighet. Runt Kazina är det ganska tätbefolkat, med 185 invånare per kvadratkilometer.